# Sandro Franco
Sandro Franco (* 4. November 1969 in Canelones) ist ein ehemaliger uruguayischer Fußballspieler.

## Karriere

### Vereine
Der 1,90 Meter große Torhüter Franco gehörte zu Beginn seiner Karriere von 1994 bis Ende 1997 der Mannschaft des Club Atlético Cerro an. 1998 spielte er sodann für den Liverpool Montevideo. Anschließend war er bis Ende 2000 bei Frontera Rivera aktiv. Von Januar 2001 bis Ende August 2004 war der Tacuarembó FC sein Arbeitgeber. In der Saison 2004 bestritt er für die Norduruguayer zwölf Partien in der Primera División. Im September 2004 verpflichtete ihn der Danubio FC. Bei den Montevideanern trug er mit einem Erstligaeinsatz zum Gewinn der uruguayischen Meisterschaft in der Spielzeit 2004 bei. Anschließend werden keine weiteren Vereinsstationen für ihn geführt.

### Erfolge
- Uruguayischer Meister: 2004